# 馬丁頓 (伊利諾伊州)
馬丁頓（英語：Martinton）是位於美國伊利諾伊州易洛魁縣的一個村落。

## 地理
馬丁頓的座標為40°54′57″N 88°43′31″W / 40.91583°N 88.72528°W，而該地最高點為海拔高度191米（即627英尺）。

## 人口
根據2010年美國人口普查的數據，馬丁頓的面積為0.72平方千米，當中陸地面積為0.72平方千米，而水域面積為0.00平方千米。當地共有人口381人，而人口密度為每平方千米529人。